# Kuusvesi
Kuusvesi är en sjö i Finland. Den ligger i kommunen Laukas i landskapet Mellersta Finland, i den centrala delen av landet, 260 km norr om huvudstaden Helsingfors. Kuusvesi ligger 84,8 meter över havet. Den är 28 meter djup. Arean är 22,13 kvadratkilometer och strandlinjen är 61,66 kilometer lång. Sjön  ingår i Kymmene älvs huvudavrinningsområde.   I omgivningarna runt Kuusvesi växer i huvudsak blandskog. Den sträcker sig 10,8 kilometer i nord-sydlig riktning, och 12,3 kilometer i öst-västlig riktning.
I övrigt finns följande i Kuusvesi:
- Kirkkosaaret (en ö)
- Petääsaari (en ö)
- Rajasaari (en ö)
- Jänissaari (en ö)
- Kahvisaari (en ö)
- Tyvelänsaari (en ö)
- Kylmäsaari (en ö)
- Ahvenissaari (en ö)
- Pajusaaret (en ö)
- Humalasaari (en ö)
- Pappisaari (en ö)
- Leposaari (en ö)
- Jaakonsaari (en ö)
- Kuningasluoto (en ö)
- Kauraluoto (en ö)
- Antinkallio (en ö)
- Salaluoto (en ö)
- Karvaluoto (en ö)
- Kääminsaaret (en ö)
- Halttussaari (en ö)
- Kirkkosaari (en ö)
- Peuraluoto (en ö)
- Nisusaari (en ö)
- Virransaari (en ö)
- Pieni Vihtaluoto (en ö)
- Iso Vihtaluoto (en ö)
- Pukkisaari (en ö)
- Mannunsaari (en ö)
- Riuttasaari (en ö)
- Renttusaari (en ö)
- Kuussaari (en ö)
- Köyrinsaari (en ö)
- Kierinkallio (en ö)
- Luotosaari (en ö)
- Tahkosaari (en ö)
- Taipaleensaari (en ö)

Följande samhällen ligger vid Kuusvesi:
- Laukas (17 093 invånare)

I övrigt finns följande vid Kuusvesi:
- Leivonvesi (en sjö)
- Mataroinen (en sjö)
- Nurmijärvi (en sjö)